# NGC 5686
NGC 5686 (również PGC 52189) – galaktyka spiralna (Sa), znajdująca się w gwiazdozbiorze Wolarza. Odkrył ją John Herschel 27 kwietnia 1827 roku.